# بول بولز
فريدريك بول بولز (بالإنجليزية: Paul Bowles)‏ (30 ديسمبر 1910-18 نوفمبر 1999) هو مؤلف ومترجم أمريكي مغترب، قضى معظم حياته في المغرب، حيث استقر منذ سنة 1947 بطنجة، ولحقته زوجته جين بولز عام 1948، وباستثناء سنوات الخمسينات القرن الماضي حيث كان يقضي فصل الشتاء في سري لانكا (المعروفة آنذاك باسم سيلان)، فقد قضى 52 عاما المتبقية من حياته في طنجة.

## مسيرته
ولد في جامايكا كوينز في مدينة نيويورك. ودرس في جامعة ولاية فرجينيا. في عام 1929، ترك دراسته وزار لأول مرة له باريس. في عام 1931، وخلال زيارة أخرى لفرنسا، التقى بجيرترود شتاين، وبناء على نصيحته، ذهب للمرة الأولى إلى طنجة مع صديقه ومدرس الموسيقى، والملحن آرون كوبلاند. عاد إلى شمال أفريقيا في العام التالي، سافر إلى مناطق أخرى من المغرب والجزائر والصحراء.
في عام 1938 تزوج جين بولز، كاتبة ومسرحية. في 1940، أصبحوا من بين الشخصيات الأدبية البارزة في نيويورك، ثم عمل كناقد موسيقي في نيويورك بتوجيه من فيرجيل طومسون.
في عام 1947، استقر بولز بصفة نهائية في طنجة، حيث انضمت إليه جين آور في عام 1949. زارتهم بعض الشخصيات الأدبية الكبيرة كترومان كابوتي، تينيسي ويليامز وغور فيدال.
منذ استقراره في المغرب، كرس بولز نفسه لكتابة الروايات والقصص القصيرة وكتب الأسفار، وأيضا كتابة الموسيقى لتسع قطع ممثلة في المدرسة الأمريكية في طنجة (المدرسة الأمريكية في طنجة).
في عام 1952 وفي وقت مبكر، قرر بولز اقتناء طابروبان، وهي جزيرة صغيرة قبالة سواحل سريلانكا اليوم، حيث كتب الكثير من روايته «بيت العنكبوت»، وعاد إلى طنجة خلال الأشهر الأكثر دفئا.
بعد وفاة جين بولز في عام 1973 في ملقة (إسبانيا)، استمر بولز في العيش في طنجة، وكتابة واستقبال الزوار في شقته المتواضعة. في عام 1995، ولفترة وجيزة عاد بولز إلى نيويورك للمشاركة في المهرجان المكرس لموسيقاه، التي تجري في مركز لينكولن.
في عام 1959، وخلال رحلة عبر المغرب، أمضى بولز خمسة أسابيع لتسجيل الموسيقى الأندلسية ولغة البربر القبلية التقليدية. والتسجيل محفوظ في مكتبة الكونغرس في واشنطن العاصمة.
في عام 1991، مُنح بولز جائزة ريا للقصة القصيرة، وقدمت هيئة تحكيم الجائزة الاستشهاد التالي: «بول باولز راوي قصص بأقصى درجات النقاء والاستقامة. إنه يكتب عن عالم قبل أن يصبح الله رجلاً؛ عالم يُنظر فيه إلى الرجال والنساء في أقصى الحدود على أنهم مكونات في دراما أكبر، نثره متبلور وصوته فريد من نوعه»
توفي بول بولز اثر إصابته بسكتة قلبية في المستشفى الإيطالي في طنجة يوم 18 نوفمبر 1999 عن سن يناهز 88 عاما. في اليوم التالي، نشرت صحيفة نيويورك تايمز صفحة كاملة عنه. بالرغم من انه يعيش في المغرب منذ 52 سنة دفن بولز بالقرب من والديه وجديه في مقبرة شمال ولاية نيويورك.

## روابط خارجية
- بول بولز على موقع IMDb (الإنجليزية)
- بول بولز على موقع الموسوعة البريطانية (الإنجليزية)
- بول بولز على موقع مونزينجر (الألمانية)
- بول بولز على موقع ميوزك برينز (الإنجليزية)
- بول بولز على موقع قاعدة بيانات برودواي على الإنترنت (الإنجليزية)
- بول بولز على موقع إن إن دي بي (الإنجليزية)
- بول بولز على موقع ديسكوغز (الإنجليزية)
- بول بولز على موقع قاعدة بيانات الفيلم (الإنجليزية)